# Sista
Sista (ros. Систа) – rzeka w obwodzie leningradzkim w Rosji. Uchodzi do Zatoki Koporskiej (część Zatoki Fińskiej) w pobliżu miejscowości Sista-Pałkino. Ma 64 km długości, a jej powierzchnia zlewni wynosi 672 km². Jej dopływy stanowią: Waba, Łamoszka oraz strumień Suma.